# Salebius hirsutus
Salebius hirsutus là một loài bọ cánh cứng trong họ Cryptophagidae. Loài này được Dajoz miêu tả khoa học năm 1988.